# Caenacis espinosai
Caenacis espinosai is een vliesvleugelig insect uit de familie Pteromalidae. De wetenschappelijke naam is voor het eerst geldig gepubliceerd in 1928 door Brèthes.